# 洛朗·法比尤斯
洛朗·法比尤斯（法語：Laurent Fabius，法語發音：[lɔʁɑ̃ fabjys]；1946年8月20日—）法国政治家，曾任法国社会党第一书记、法国总理（1984-1986）、法国国民议会议长和外交部部长等职务。现任法国宪法委员会主席。

## 生平
法比尤斯生于巴黎，富有的法国犹太人艺术品经销商安德烈·法比尤斯之子。和他妻子制片人弗朗索丝·卡斯特罗离婚前，他有两个儿子：托马斯(b. 1982)，首席执行官，维克多(b. 1983)。法比尤斯完成巴黎政治學院的学业后，成为国务委员会一名审计员。1978年第一次当选为法国国民议員，为滨海塞纳省第四选区的社会党候选人。他很快就进入以往時任法国社会党第一书记弗朗索瓦·密特朗为领袖的社會党圈子。
1981年，社會黨第一书记密特朗首次当选法国总统，法比尤斯被提名为预算部长。
1984年，他成为工业部长，其后出任总理，時年37歲，是法兰西第五共和国成立以來最年輕的總理。他主张一个新的社会主义法国，同時接受市场经济。
1986年國會选举，社会党慘败，其后他辞职，由右派的雅克·希拉克接任。
1992年－1993年出任法国社会党第一书记，1993年再因國會选举社会党慘败辞职。
2007年法國总统选举中，他在社会党的基层选举竞选社会党总统候选人，位居第三，仅次于塞戈莱纳·罗亚尔和多米尼克·斯特劳斯-卡恩，2007年6月议会选举他再次当选为国民议会议员。
2009年受聘南开大学名誉教授后，2014年2月，洛朗·法比尤斯受聘南开大学国际关系与全球治理首席教授。

## 荣誉

### 外国勋章奖章
- 旭日大绶章（日本，2013年5月31日公布[3]）
- 圣米迦勒及圣乔治爵级司令勋章（英国，2014年颁发[4]）：随总统奥朗德对英国进行国事访问。

## 内阁
法比尤斯内阁（1984.7.19 - 1986.3.20）
- 法比尤斯 - 总理
- 克洛德·谢松 (Claude Cheysson) – 对外关系部长
- 洛朗·迪马 (Roland Dumas) – 欧洲事务部长
- 夏尔·埃尔尼 (Charles Hernu) – 国防部长
- 皮埃尔·若克斯 (Pierre Joxe) – 内政和权力下放部长
- 皮埃尔·贝雷戈瓦 (Pierre Bérégovoy) – 经济，财政，预算部长
- 埃迪特·克勒松 (Édith Cresson) – 工业调配和对外商贸部长
- 米歇尔·德勒巴尔 (Michel Delebarre) – 劳动，就业和职业培训部长
- 罗贝尔·巴丹戴尔 (Robert Badinter) – 司法部长
- 让-皮埃尔·舍韦内芒 (Jean-Pierre Chevènement) – 国家教育部长
- 米歇尔·罗卡尔 – 农业部长
- 于盖特·布夏尔多 (Huguette Bouchardeau) – 环境部长
- 保罗·吉勒 (Paul Quilès) – 交通，城市规划和住房部长
- 米歇尔·克雷波 (Michel Crépeau) – 商业，手工业和旅游部长
- 加斯东·德费尔 (Gaston Defferre) – 规划和区域规划部长
- 于贝尔·居里安 (Hubert Curien) – 研究和技术部长
- 乔齐那·杜弗瓦 (Georgina Dufoix) – 社会事务和民族团结部长

阁员变动
- 1984年12月7日 - 洛朗·迪马继任对外关系部长.欧洲事务部长职位取消. 雅克·朗进入内阁任文化部长. 社会事务和民族团结部取消.乔齐那·杜弗瓦 (Georgina Dufoix)离开内阁
- 1985年4月4日 - 亨利·纳莱继任农业部长.
- 1985年5月21日 - 1985年11月15日 埃德加·皮萨尼(Edgard Pisani)任命为负责新喀里多尼亚部长
- 1985年9月20日 - 保罗·吉勒继任国防部长。 让·奥鲁(Jean Auroux)继任交通，城市规划和住房部长.
- 1986年2月19日 - 米歇尔·克雷波继任司法部长.  让-马里·博凯尔(Jean-Marie Bockel)继任 商业，手工业和旅游部长.